# Шлемниковые
Шлемниковые (лат. Scutellarioideae) — подсемейство двудольных растений семейства Яснотковые (Lamiaceae).

## Описание
Многолетние травы и кустарники. Листорасположение очередное или супротивное. Чашечка пятилопастная, покрывает плоды после их созревания. Венчик зигоморфный трубчатый или цилиндрический, часто изогнутый, состоит из 4—5-лепестков, два из которых формируют губу. Андроцей состоит из четырёх тычинок, две из которых могут быть укорочены. Соцветие цимозное, иногда цветки одиночные. Прицветники имеются, но часто редуцированы, иногда они отсутствуют. Плод схизокарпий. 

## Классификация
Подсемейство объединяет пять родов:
- Holmskioldia Retz.
- Renschia Vatke
- Scutellaria L. — Шлемник.
- Tinnea Kotschy ex Hook.f.
- Wenchengia C. Y. Wu & S. Chow

## Распространение
Подсемейство имеет почти космополитный ареал. Его представители отсутствуют только в Южной Африке.